# فر پلی (کارولینای جنوبی)
فر پلی(به انگلیسی: Fair Play) شهری در ایالت کارولینای جنوبی کشور ایالات متحده آمریکا است که جمعیت آن در سرشماری سال ۲۰۱۰ میلادی، ۶۸۷ نفر بوده‌است.